# Аліса, або Остання втеча
«Аліса, або Остання втеча» (фр. Alice ou La Derniere Fugue) — французький кінофільм 1977 року, знятий режисером Клодом Шабролем за власним сценарієм, навіяним твором «Аліса у Дивокраї» Льюїса Керрола. У головній ролі — Сільвія Крістель.

## Сюжет
Молода жінка на ім'я Аліса Керрол дощового вечора покидає свого чоловіка. Під зливою, у вкрай несприятливих умовах, вона їде у своїй автівці по шосе. В темряві стається неприємність — розбивається вітрове скло. Поряд Аліса помічає особняк, оточений парком. Вона змушена просити притулку в незнайомому домі. На її радість господар виявився приємним літнім паном, який представився як Анрі Вержен. За його розпорядженням дворецький годує Алісу вечерею й проводжає до гостьової спальні.
Вранці здивовану Алісу зустрічає порожній будинок. Кухонний стіл накритий до сніданку, а на під'їздній алеї чекає відремонтований автомобіль. Написавши слова подяки, Аліса сідає за кермо та збирається рушати своєю дорогою, але несподівано виявляє, що будинок і парк оточені глухою стіною, а великі ворота, через які вона заїхала вночі, зникли. Із заростів саду до неї виходить молодий незнайомець, він відмовляється відповідати на запитання, але дає зрозуміти, що шукати вихід — марна справа.
Аліса продовжує пошуки і скоро зустрічає господаря будинку, який сповіщає що вона знаходиться біля самого краю безодні. Та, з огляду на те, що поводиться вона доволі стримано, боятися їй нема чого. Багато хто опинялися в подібній ситуації, та лиш одиниці можуть похвалитися такою витримкою. Аліса робить ще одну спробу і все ж виривається на свободу. Та в наступному кадрі ми бачимо її автівку розтрощеною об столітній дуб, а саму Алісу бездиханною біля відчинених дверцят, — з чого стає зрозумілим, що насправді тієї дощової ночі вона потрапила в аварію, в якій загинула.

## У ролях
| Актор            | Роль                        |
| ---------------- | --------------------------- |
| Сільвія Крістель | Аліса Керрол                |
| Шарль Ванель     | Анрі Вержен                 |
| Андре Дюссольє   | молодий незнайомець в парку |
| Бернар Руссле    | чоловік Аліси               |
| Фернан Леду      | лікар                       |
| Жан Карме        | Кола                        |
| Тома Шаброль     | хлопчик                     |